# Le Noyer (Savoie)
Le Noyer ist eine französische Gemeinde mit 220 Einwohnern (Stand 1. Januar 2022) im Département Savoie in der Region Auvergne-Rhône-Alpes. Sie gehört zum Arrondissement Chambéry und ist Mitglied des Gemeindeverbands Communauté d’agglomération du Grand Chambéry. Die Bewohner werden Noyerains und Noyeraines genannt.

## Geographie
Le Noyer liegt auf 850 m, etwa 17 Kilometer nordöstlich der Präfektur Chambéry und 25 Kilometer südsüdwestlich der Stadt Annecy (Luftlinie). Das Bergdorf erstreckt sich im Nordwesten des Département Savoie, im Massiv der Bauges, im Tal des Ruisseau de Saint-François gegenüber von Saint-François-de-Sales, zwischen den Höhen von Mont Revard im Westen und Mont Margeriaz im Südosten.
Die Fläche des 12,30 km² großen Gemeindegebiets umfasst einen Abschnitt des Massivs der Bauges. Die westliche Grenze verläuft stets entlang dem Ruisseau de Saint-François, welcher in einer Talsenke nach Nordosten zum Chéran fließt. Vom Bachlauf erstreckt sich das Gemeindeareal ostwärts über den zunächst relativ sanft, dann steil ansteigenden Hang von Le Noyer, der von den Kalkfelsen des Mont Margeriaz überragt wird. Mit 1845 m wird auf dem Mont Margeriaz die höchste Erhebung von Le Noyer erreicht. Der vom Gipfel nach Nordosten auslaufende und sich allmählich absenkende Berggrat bildet die östliche Grenze. Nach Südwesten reicht der Gemeindeboden bis auf den Col de Plainpalais, einen Passübergang, der die Verbindung nach Chambéry herstellt. Die Gemeinde liegt innerhalb des Regionalen Naturparks Massif des Bauges (frz.: Parc naturel régional du Massif des Bauges).
Zu Le Noyer gehören neben dem eigentlichen Ortskern auch verschiedene Weilersiedlungen und Gehöfte, darunter:
- La Ville (780 m) im Tal des Ruisseau de Saint-François
- Charmillon (830 m) im Tal des Ruisseau de Saint-François
- Le Perrier (890 m) im Tal des Ruisseau de Saint-François
- Les Chavonnes (1030 m) auf einer Verebnungsfläche am Fuß des Mont Margeriaz

Nachbargemeinden von Le Noyer sind Lescheraines im Nordosten, Aillon-le-Vieux im Südosten, Aillon-le-Jeune im Süden, Les Déserts im Südwesten sowie Saint-François-de-Sales im Nordwesten.

## Geschichte
Die Pfarrei von Le Noyer wurde erstmals 1432 als parrochia de nuce urkundlich erwähnt. Im Mittelalter bildete Le Noyer eine kleine Herrschaft, die den Herren von Lescheraines unterstand.

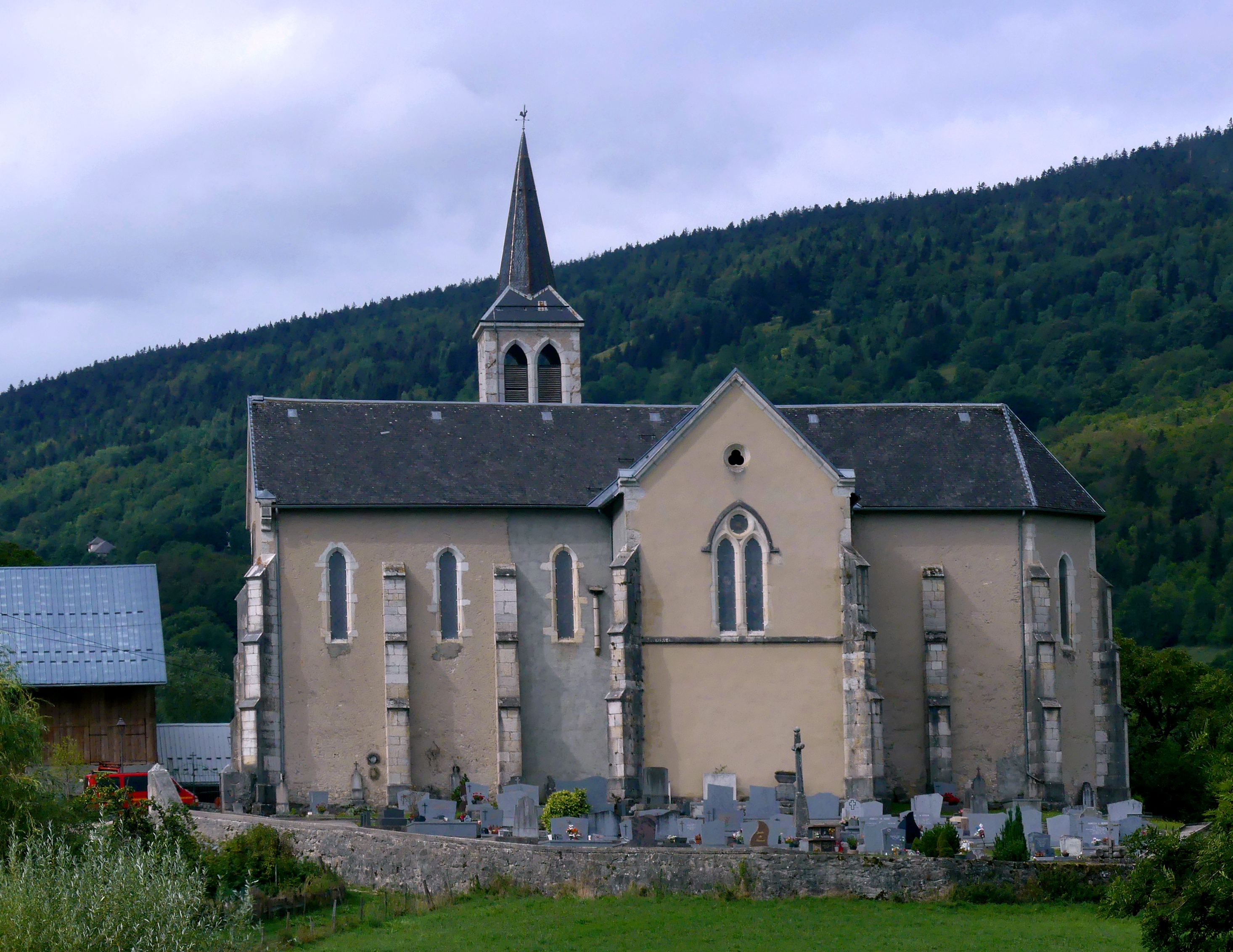
Kirche

## Sehenswürdigkeiten
Die Dorfkirche von Le Noyer wurde im 19. Jahrhundert erbaut. Im Ortskern sind verschiedene Häuser im charakteristischen savoyischen Baustil erhalten.

## Bevölkerung
| Jahr                       | 1962 | 1968 | 1975 | 1982 | 1990 | 1999 | 2006 | 2016 |
| Einwohner                  | 215  | 189  | 130  | 126  | 102  | 143  | 164  | 213  |
| Quellen: Cassini und INSEE |      |      |      |      |      |      |      |      |

Mit 220 Einwohnern (Stand 1. Januar 2022) gehört Le Noyer zu den kleinen Gemeinden des Département Savoie. Nachdem die Einwohnerzahl in der ersten Hälfte des 20. Jahrhunderts stark rückläufig war, wurde seit Beginn der 1990er Jahre wieder eine leichte Bevölkerungszunahme verzeichnet.

## Wirtschaft und Infrastruktur
Le Noyer war bis weit ins 20. Jahrhundert hinein ein vorwiegend durch die Landwirtschaft, insbesondere Milchwirtschaft und Viehzucht, geprägtes Dorf. Daneben gibt es heute einige Betriebe des lokalen Kleingewerbes. Einige Erwerbstätige sind Wegpendler, die in den größeren Ortschaften der Umgebung ihrer Arbeit nachgehen.
Die Ortschaft liegt abseits der größeren Durchgangsstraßen an einer Departementsstraße, die von Chambéry über den Col de Plainpalais und Lescheraines nach Annecy führt. Eine weitere Straßenverbindung besteht mit Saint-François-de-Sales. Der nächste Anschluss an die Autobahn A41 befindet sich in einer Entfernung von rund 26 Kilometern.